# Trichosaundersia callithrix
Trichosaundersia callithrix är en tvåvingeart som beskrevs av Henry J. Reinhard 1975. Trichosaundersia callithrix ingår i släktet Trichosaundersia och familjen parasitflugor. Inga underarter finns listade i Catalogue of Life.